# 黄三八郎
黄三八郎，南宋福建路建宁府的书铺，乾道元年（1165年）刊刻《韩非子》二十卷、乾道五年（1169年）刊刻《钜宋广韵》五卷，今皆誉为善本。